# Pleuratus III
Pleuratus III was een Illyrische koning. Hij was de zoon van Scerdilaidas. Hij werd een van de meest prominente Illyrische koningen van die tijd vanwege zijn loyaliteit aan de Romeinen. Pleuratus werd opgevolgd door zijn zoon Gentius.